# Henry David Thoreau
Henry David Thoreau (Concord, Massachusetts, 12. srpnja 1817. – 6. svibnja 1862.) bio je američki pisac, filozof, abolicionist, prirodnjak, borac protiv poreza, kritičar razvoja, povjesničar i vodeći transcendentalist.

## Životopis

### Mladost i obrazovanje
Thoreau je rođen 12. srpnja 1817. kao sin Johna Thoreaua, vlasnika tvornice olovaka i Cynthie Dunbar. Na Harvardu je od 1833. do 1837. studirao retoriku, klasičnu filozofiju i matematiku, a nakon studija kratko je radio kao profesor. Međutim, ubrzo nakon toga došao je u sukob sa školskom upravom jer nije želio fizički kažnjavati učenike te je napustio službu. Godine 1838. s bratom osniva privatnu školu "Concord Academy", no 1842. brat mu umire od tetanusa, a škola se zatvara.

### Filozofsko-književni rad
Godine 1841. upoznaje Ralpha Walda Emersona koji je kao pjesnik, unitarist i filozof osnovao "Američki transcendentalistički unitaristički pokret" koji je okupljao velik broj američkih intelektualaca i iz kojeg je proizašao velik broj inicijativa za važne promjene, kao što su abolicionizam, feminizam te pokret za očuvanje prirode. Pod tim utjecajem Thoreau razvija svoje reformističke ideje. Dana 4. srpnja 1845. nastanjuje se u samosagrađenoj drvenoj kućici pokraj jezera Walden Pond, u blizini grada Concorda, na Emersonovom zemljištu. Ovdje samostalno živi iduće dvije godine i piše svoja djela o životu u prirodi te o modernom društvu i privredi.
24. srpnja 1846. provodi jedan dan u zatvoru jer odbija platiti porez s kojim bi, kako tvrdi, podupirao rat Sjedinjenih Američkih Država protiv Meksika. Porez je idući dan platila nepoznata osoba - smatra se da je to bila njegova tetka - i Thoreaua puštaju iz zatvora. Ljutit odlazi natrag u svoju kolibu i piše svoje najvažnije djelo Otpor prema civilnoj vladi (Resistance to Civil Government), kasnije poznato pod imenom Građanski neposluh (Civil Disobedience), u kojem govori da građani imaju moralnu obavezu na neposlušnost prema svojoj vladi onog trenutka kada vlada čini nepravde. Podrobnije pojašnjeno, opće je poznato da se u vrhu države nalaze egoistični i korumpirani ljudi koji su motivirani isključivo vlastitom dobiti. Znajući to, građani koji plaćaju namete takvoj vladi podržavaju je i time su sukrivci za sve nepravde koje ta vlada čini. Nadalje, kolektivnim neposluhom moguće je natjerati vlade na promjenu smjera, tj. na drugačije vladanje ili odstupanje s položaja.
To djelo utjecalo je na mladog indijskog odvjetnika Mahatmu Gandhija, kao i na Martina Luthera Kinga pri stvaranju njihovih pokreta otpora. Thoreau je utjecao i na druge velike ličnosti poput J. F. Kennedyja, Lava Tolstoja te Williama O. Douglasa.
Umro je 6. svibnja 1862. od tuberkuloze, u dobi od 44 godine.

## Djela
- The Service (1840.)
- A Walk to Wachusett (1842.)
- Paradise (to be) Regained (1843.)
- The Landlord (1843.)
- Sir Walter Raleigh (1844.)
- Herald of Freedom (1844.)
- Wendell Phillips Before the Concord Lyceum (1845.)
- Reform and the Reformers (1846. – 1848.)
- Thomas Carlyle and His Works (1847.)
- A Week on the Concord and Merrimack Rivers (1849.)
- Građanski neposluh (Resistance to Civil Government ili Civil Disobedience, 1849.)[2]
- An Excursion to Canada (1853.)
- Slavery in Massachusetts (1854.)
- Walden (1854.)
- A Plea for Captain John Brown (1859.)
- Remarks After the Hanging of John Brown (1859.)
- The Last Days of John Brown (1860.)
- Hodanje (Walking, 1861.)[3]
- Autumnal Tints (1862)
- Wild Apples: The History of the Apple Tree (1862.)
- Excursions (1863.)
- Life Without Principle (1863.)
- Night and Moonlight (1863.)
- The Highland Light (1864.)
- The Maine Woods (1864.)
- Cape Cod (1865.)
- Letters to Various Persons (1865.)
- Yankee u Kanadi (A Yankee in Canada, with Anti-Slavery and Reform Papers, 1866.)
- Early Spring in Massachusetts (1881.)
- Summer (1884.)
- Winter (1888.)
- Autumn (1892.)
- Misellanies (1894.)
- Familiar Letters of Henry David Thoreau (1894.)
- Poems of Nature (1895.)
- Some Unpublished Letters of Henry D. and Sophia E. Thoreau (1898.)
- The First and Last Journeys of Thoreau (1905.)
- Journal of Henry David Thoreau (1906.)

## Vanjske poveznice
Ostali projekti
|  | Zajednički poslužitelj ima stranicu o temi Henry David Thoreau |
|  | Wikicitati imaju zbirke citata o temi Henry David Thoreau      |

Mrežna mjesta
- The Thoreau Society, Društvo Henryja Davida Thoreaua (engl.)
- The Writings of Henry D. Thoreau, sabrana djela Henryja Davida Thoreaua (engl.)
- The Thoreau Reader  Arhivirana inačica izvorne stranice od 5. travnja 2006. (Wayback Machine). The annotated works of Henry David Thoreau.
- Thoreau's Life & Writings, at the Thoreau Institute at Walden Woods.
- Djela Henry David Thoreau na Projekt Gutenbergu. Text and HTML.
- Works by Henry David Thoreau at Internet Archive. Scanned books.
- Works by Henry David Thoreau at Google Books. Scanned books.
- Thoreau's Journal Drippings; a Monthly Digest of Excerpts from Thoreau's Journal
- Excerpts from Thoreau’s Journals (relating to political philosophy)
- Poems of Thoreau